# 賈馬爾·賈馬爾
賈馬爾·賈馬爾（阿拉伯语：‎，Jamal al-Jamal，1957年4月3日—2014年1月1日），是巴勒斯坦外交官，從2013年10月11日至逝世為止擔任駐捷克大使。